# Eryngium sanguisorba
Eryngium sanguisorba là một loài thực vật có hoa trong họ Hoa tán. Loài này được Cham. & Schltdl. mô tả khoa học đầu tiên năm 1826.

## Hình ảnh

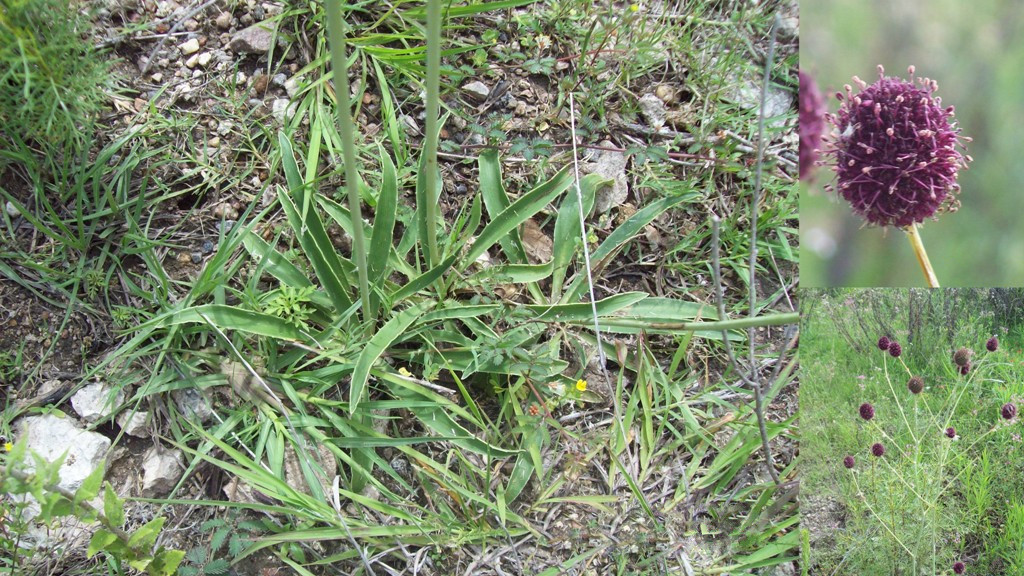